# Ежовска крепост
Ежовската крепост (на гръцки: Κάστρο Εζεβών, Κάστρο Εζεβάς) е средновековно отбранително съоръжение, разположено край сярското село Ежово (Дафни), Северна Гърция.

## Местоположение
Развалините на крепостта са на гористия хълм Палиоманастиро (Παλιομονάστηρο, тоест Стар манастир) в подножието на Орсовата планина (Кердилио) на 2,5 km югозападно от Ежово и на 1,5 km югозападно от селището Кизили (Ореския). Три от четирите страни на хълма са заобиколени от река Ежовица (Езовитис), която на някои места образува дълбоки вирове.

## История
Крепостта се идентифицира с крепостта Ежово (κάστρο της Εζεβάς, των Εζεβών), спомената в източниците от XI век нататък. От XIV век е спомената и Ежевската епископия (Επισκοπή Εζεβάς или по-често Επισκοπή Εζεβών). В гръцките източници като име се срещат и Εζεβαί, Εζεβά, Έζ(ι)οβα, Εζοβαί (1282-1327), Εζε(ί)βα (1301-1320), Εζειβαί (1307-1359), Εζωβά (1318), Εζοβά (1321-1351), Εζοβάς (1328-1359), Εζιβαί (1332), Εζηβαί, Εζυβά (1344), Αζηβαί (1378), Εζυβαί (1393), Εζβά, Έζουβα, Νίζβα.
Сравнително голямата площ, оградена от крепостната стена и множеството исторически споменавания, показват, че Ежово не е просто крепост, а селище и то важно, тъй като е седалище на епископия. Специално за крепостта Ежово има четири важни споменавания.
- Топонимът се споменава за първи път през 1047 година в практикон за Иверския манастир от протоспатария Андроник, съдия и регистратор на темите Волерон, Стримон и Солун. Според записа манастирът е притежавал „под Езово“ (υπό την Εζεβάν) метоха „Света Богородица“ и местността Свети Стефан и между другото се споменава за съществуването на Ежовската крепост и „съседните села“ Зитину, Прохлистес и Мелициани (Ζητίνο, Προχλίστες и Μελίτζιανη).[1]
- В 1062 година в документ за Иверския манастир от дука на Солун Никифор Вотаниат се разбира, че селището Ежово е седалище на епископия и че е било укрепено селище.[1]
- В 1065 година в запис на преброителя Евтимий се отбелязва: „живя в така наречената енория Моруса на крепостта Ежово“.[1]
- Крепостта Ежово се споменава в практикон на Йоан Комнин за Иверския манастира от 1104 година.[1]

Ежовската епископия (επισκοπή Εζεβάς) се споменава за първи път в 1062 година в акт на съдия Николай Сервлиас за разрешаване на спор, възникнал, когато епископът на Ежово е овладял метоха „Света Богородица“, принадлежаща на Иверския манастира.
В 1085 година отново се споменава Ежовската епископия (επισκοπή Εζεβών), но след това в XII и XIII няма споменаване на епископията. В 1290 година Йоаникий, основателят на Серския манастир „Свети Предтеча“, отново се споменава като епископ, който довежда епископията до голям просперитет. В 1307 година съседната Стефаниана е присъединена към нейната юрисдикция. По това време епископ Калист се подписва като „смирен епископ на Ежово и Стефаниана“.
Не е известно кога крепостта е изоставена, но това трябва да е станало в началото на османското владичество, тоест в края на XIV век, когато населението се преселва в равнините. В този случай жителите на крепостта се преместват в днешното село Ежово и околните села. В Ежово е Мариината кула от XV век, но няма следи от крепост.

## Описание
Хълмът Палиоманастиро има полегати и стръмни склонове. Крепостта се състои от многоъгълна периметърна стена с периметър от приблизително 500 m, която следва пресечения терен. Стената е запазена фрагментарно, на места на достатъчна височина до 5 m, а на други е срутена или покрита от буйната растителност на хълма. Зидът е изграден от различни по големина местни камъни и речни камъни със свързващ хоросан между тях и оскъдно използване на керамика без правилна подредба.
Най-добре запазената и най-характерна част от стената е разположена в ъгъла от западната страна на хълма. Това е участък от стена с дължина 8 m с височина от 4,5 до 5 m и дебелина 1,80 m. Това е единствената част от стената, която се вижда отдалеч. Във въпросната стена, приблизително в средата, е запазен отвор (30 cm x 35 cm), вероятно за оттичане на водата. От южната страна са запазени части от стената на малка височина. Най-добре запазената част е разположена приблизително в средата и достига височина до 3 m. Източната страна е единствената, която не е защитена от Ежовица, но пък има особено стръмни склонове и достъпът до нея става само през тясна шия, свързваща Палиоманастиро със съседния хълм. И тук на места е запазена само част от стената. От северната страна укреплението е в същото полуразрушено състояние, а от западната страна са запазени масивни участъци от стената с височина до 3 m. В подножието на хълма от северната страна е внушителният вир Коцвини.
В замъка са открити два кръгли кладенеца, издълбани в земята: малък до и вътре в източната стена и много по-голям и по-дълбок, приблизително в средата на замъка. Вероятно е имало и други, които днес не се виждат.
Вътре в крепостта е имало селище. В целия район се виждат основи на сгради, плътно присъствие на каменни купчини и разпръснати камъни, керамика и парчета керемиди от покриви.
На някои места в южната част на замъка купчините камъни са доста масивни и повдигнати, създавайки впечатление за руини на доста големи сгради.